# Newk's Eatery
A Newk's Eatery é uma cadeia americana de cafeterias fast casual que opera mais de 100 restaurantes em 13 estados.

## História
A Newk's Eatery foi fundada em 2004 como Newk's Express Café pelos chefs pai e filho, Don e Chris Newcomb, com a abertura da primeira loja em Oxford, Mississippi. Os fundadores haviam criado e vendido anteriormente a rede de restaurantes McAlister's Deli.
Em 2013, a empresa mudou sua marca para Newk's Eatery. Além do nome atualizado, a empresa introduziu um novo design em seu logotipo.
A empresa foi comprada pela empresa de private equity Sentinel Capital Partners em 2014 por um valor não revelado, identificando a oportunidade de crescimento da cadeia como um fator determinante na decisão de adquirir a empresa. A Sentinel, especializada em comprar e construir empresas, implementou um plano de crescimento rápido. Logo após sua aquisição pela Sentinel, a Newk's anunciou planos de crescer para mais de 300 unidades até 2018.
Atualmente, mais de 100 unidades da Newk's operam em 13 estados dos Estados Unidos. A empresa tem sede em Jackson, Mississippi. A Newk's anunciou uma receita de US$ 141 milhões em 2014.

## Cardápio
A Newk's vende sanduíches gourmet feitos na hora, sopas, saladas, pizzas no estilo californiano, sobremesas, frutas frescas, café, bebidas especiais, vinho, cerveja e uma grande variedade de itens relacionados. A cadeia de restaurantes, situada no espectro sofisticado do fast casual, mantém um forte foco culinário com todos os produtos feitos do zero, com ingredientes frescos em cada loja diariamente. As características que definem os restaurantes da empresa são cozinhas abertas e grandes mesas redondas com condimentos gourmet complementares, coberturas e biscoitos.